# 小行星23131
小行星23131（23131 Debenedictis）是一颗绕太阳运转的小行星，为主小行星带小行星。该小行星于2000年1月发现。

## 轨道参数
小行星23131的轨道半长轴为334 113 603 km，2.2333797 UA，离心率为0.170。

## 命名
小行星23131是以美国 2007年 ISEF获奖者 Erika Alden DeBenedictis的计算机科学項目命名。小行星中心于 2007 年 8 月 28 日发布了官方命名引文M.P.C. 60501 )。 